# Saint-Didier-au-Mont-d'Or
Saint-Didier-au-Mont-d'Or és un municipi francès, situat a la metròpoli de Lió i a la regió de Alvèrnia - Roine-Alps. L'any 2007 tenia 6.342 habitants.
El gentilici és Désidériens.

## Història

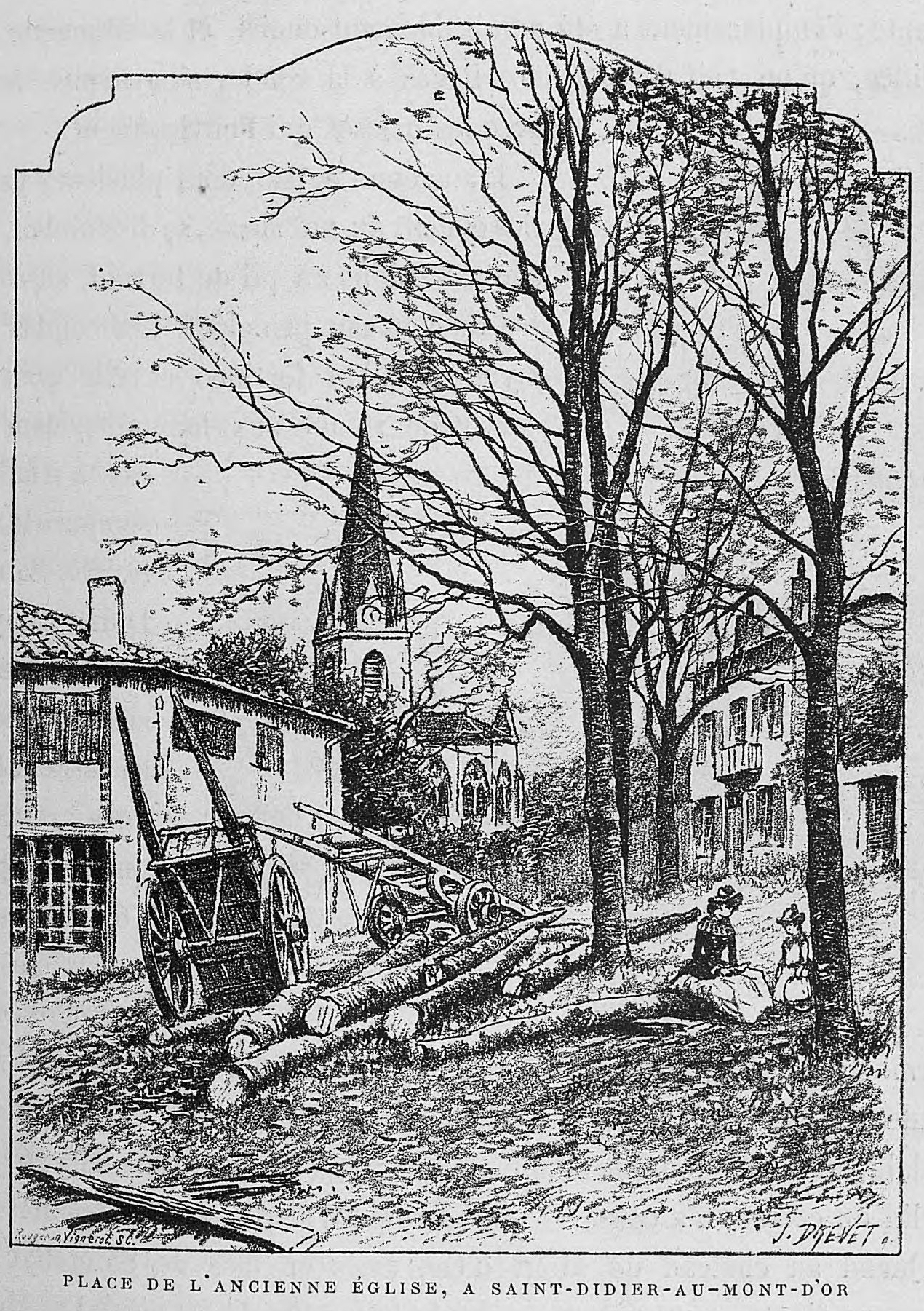
Plaça de l'antiga església dibuixada per Joannès Drevet (1854–1940).

En 1381 es fortifica l'antiga església de Saint Didier. La gent del poble ja no ha d'anar al castell de Sant-Cyr per a protegir-se.
Al segle xvi s'obren les grans pedreres situades al costat sud-est de Saint Fortunat i arriben artesans italians, establerts a França pel rei Francesc I a conseqüència de les guerres d'Itàlia. Les pedres de San Fortunat es van utilitzar per a la construcció d'alguns edificis de Lió.
En 1590, durant les guerres de religió, l'església de Saint-Didier és saquejada i incendiada per les tropes protestants. Els antics arxius de la parròquia van quedar destruïts.
Durant la Revolució Francesa, el seu nom va ser Simoneau-au-Mont-d'Or.
Per una llei del 30 de desembre de 1900, es va dividir una part del municipi per a crear Champagne-au-Mont-d'Or.

## Demografia

### Població
El 2007 la població de fet de Saint-Didier-au-Mont-d'Or era de 6.342 persones. Hi havia 2.353 famílies de les quals 470 eren unipersonals (198 homes vivint sols i 272 dones vivint soles), 841 parelles sense fills, 885 parelles amb fills i 157 famílies monoparentals amb fills.
La població ha evolucionat segons el següent gràfic:
Habitants censats

### Habitatges
El 2007 hi havia 2.493 habitatges, 2.362 eren l'habitatge principal de la família, 39 eren segones residències i 92 estaven desocupats. 1.950 eren cases i 532 eren apartaments. Dels 2.362 habitatges principals, 1.885 estaven ocupats pels seus propietaris, 412 estaven llogats i ocupats pels llogaters i 65 estaven cedits a títol gratuït; 53 tenien una cambra, 112 en tenien dues, 215 en tenien tres, 366 en tenien quatre i 1.616 en tenien cinc o més. 1.903 habitatges disposaven pel capbaix d'una plaça de pàrquing. A 814 habitatges hi havia un automòbil i a 1.410 n'hi havia dos o més.

### Piràmide de població
La piràmide de població per edats i sexe el 2009 era:
| Homes | Edats   | Dones |
| ----- | ------- | ----- |
| 0     | 95 o +  | 4     |
| 4     | 90 a 94 | 8     |
| 16    | 85 a 89 | 36    |
| 36    | 80 a 84 | 40    |
| 84    | 75 a 79 | 112   |
| 128   | 70 a 74 | 116   |
| 120   | 65 a 69 | 188   |
| 180   | 60 a 64 | 188   |
| 208   | 55 a 59 | 212   |
| 292   | 50 a 54 | 232   |
| 256   | 45 a 49 | 288   |
| 164   | 40 a 44 | 200   |
| 180   | 35 a 39 | 228   |
| 128   | 30 a 34 | 120   |
| 152   | 25 a 29 | 176   |
| 182   | 20 a 24 | 204   |
| 232   | 15 a 19 | 289   |
| 216   | 10 a 14 | 280   |
| 228   | 5 a 9   | 196   |
| 124   | 0 a 4   | 116   |

## Economia
El 2007 la població en edat de treballar era de 4.045 persones, 2.639 eren actives i 1.406 eren inactives. De les 2.639 persones actives 2.435 estaven ocupades (1.364 homes i 1.071 dones) i 203 estaven aturades (82 homes i 121 dones). De les 1.406 persones inactives 348 estaven jubilades, 599 estaven estudiant i 459 estaven classificades com a «altres inactius».

### Ingressos
El 2009 a Saint-Didier-au-Mont-d'Or hi havia 2.376 unitats fiscals que integraven 6.378 persones, la mediana anual d'ingressos fiscals per persona era de 35.526 €.

### Activitats econòmiques
Dels 542 establiments que hi havia el 2007, 2 eren d'empreses extractives, 3 d'empreses alimentàries, 1 d'una empresa de fabricació de material elèctric, 7 d'empreses de fabricació d'altres productes industrials, 34 d'empreses de construcció, 74 d'empreses de comerç i reparació d'automòbils, 8 d'empreses de transport, 17 d'empreses d'hostatgeria i restauració, 33 d'empreses d'informació i comunicació, 63 d'empreses financeres, 77 d'empreses immobiliàries, 157 d'empreses de serveis, 47 d'entitats de l'administració pública i 19 d'empreses classificades com a «altres activitats de serveis».
Dels 72 establiments de servei als particulars que hi havia el 2009, 1 era una oficina de correu, 6 oficines bancàries, 4 tallers de reparació d'automòbils i de material agrícola, 2 autoescoles, 6 paletes, 6 guixaires pintors, 3 fusteries, 4 lampisteries, 5 electricistes, 2 empreses de construcció, 3 perruqueries, 1 veterinari, 7 restaurants, 15 agències immobiliàries, 1 tintoreria i 6 salons de bellesa.
Dels 14 establiments comercials que hi havia el 2009, 1 era un supermercat, 3 botiges de menys de 120 m², 3 fleques, 2 carnisseries, 2 llibreries, 2 botigues de roba i 1 una botiga de mobles.
L'any 2000 a Saint-Didier-au-Mont-d'Or hi havia 8 explotacions agrícoles.

## Equipaments sanitaris i escolars
El 2009 hi havia 2 hospitals de tractaments de mitja durada (seguiment i rehabilitació) i 2 farmàcies.
El 2009 hi havia 4 escoles elementals. Saint-Didier-au-Mont-d'Or disposava d'un col·legi d'educació secundària amb 357 alumnes.

## Poblacions més properes
El següent diagrama mostra les poblacions més properes.

## Llocs i monuments
La part antiga està dominada pel château de Fromente.
El château du Mont d'Or voreja l'avinguda Pasteur.
El château Mouterde domina la vall de Rochecardon.
El château de Saint-André du Coing està situat en una vall a prop de Limonest.
A l'est de la ciutat hi ha el llogaret de Saint-Fortunat, un poble a prop de les pedreres que està situat en una carena i fet de cases antigues en pedra groga, coneguda com la «pedra de Couzon» o «pedra daurada de Beaujolais». La «Maison des Carriers», que actualment alberga la Biblioteca de Saint-Fortunat, conserva una mica de la història local. La majoria de les pedreres ja no són accessibles.
La capella gòtica de Saint-Fortunat està catalogada com a monument històric des de 1980. La seva façana es va alinear amb el carrer al segle xix. Entre la seva única nau i el cor hi ha una trabes doxalis (viga de glòria) de ferro.

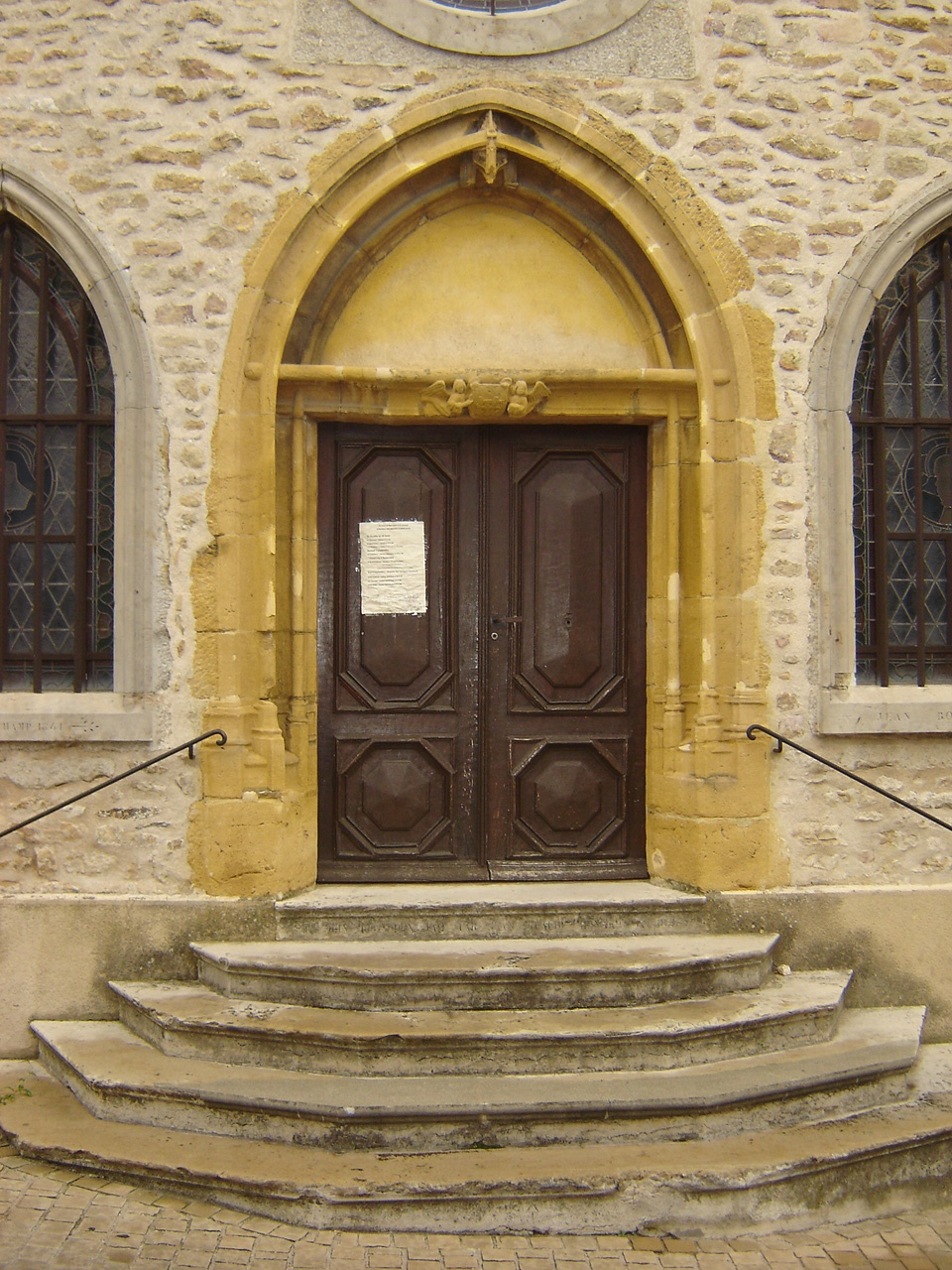
Porta de la capella de Saint-Fortunat (s. XIV-XV)
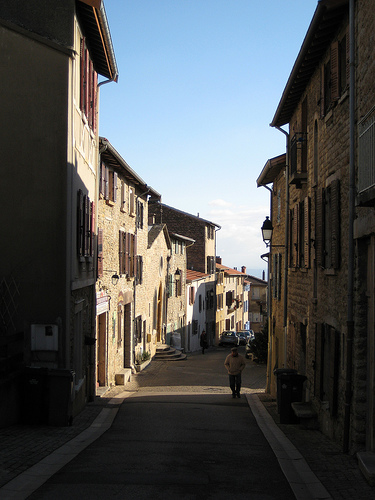
Carrer principal de Saint-Fortunat
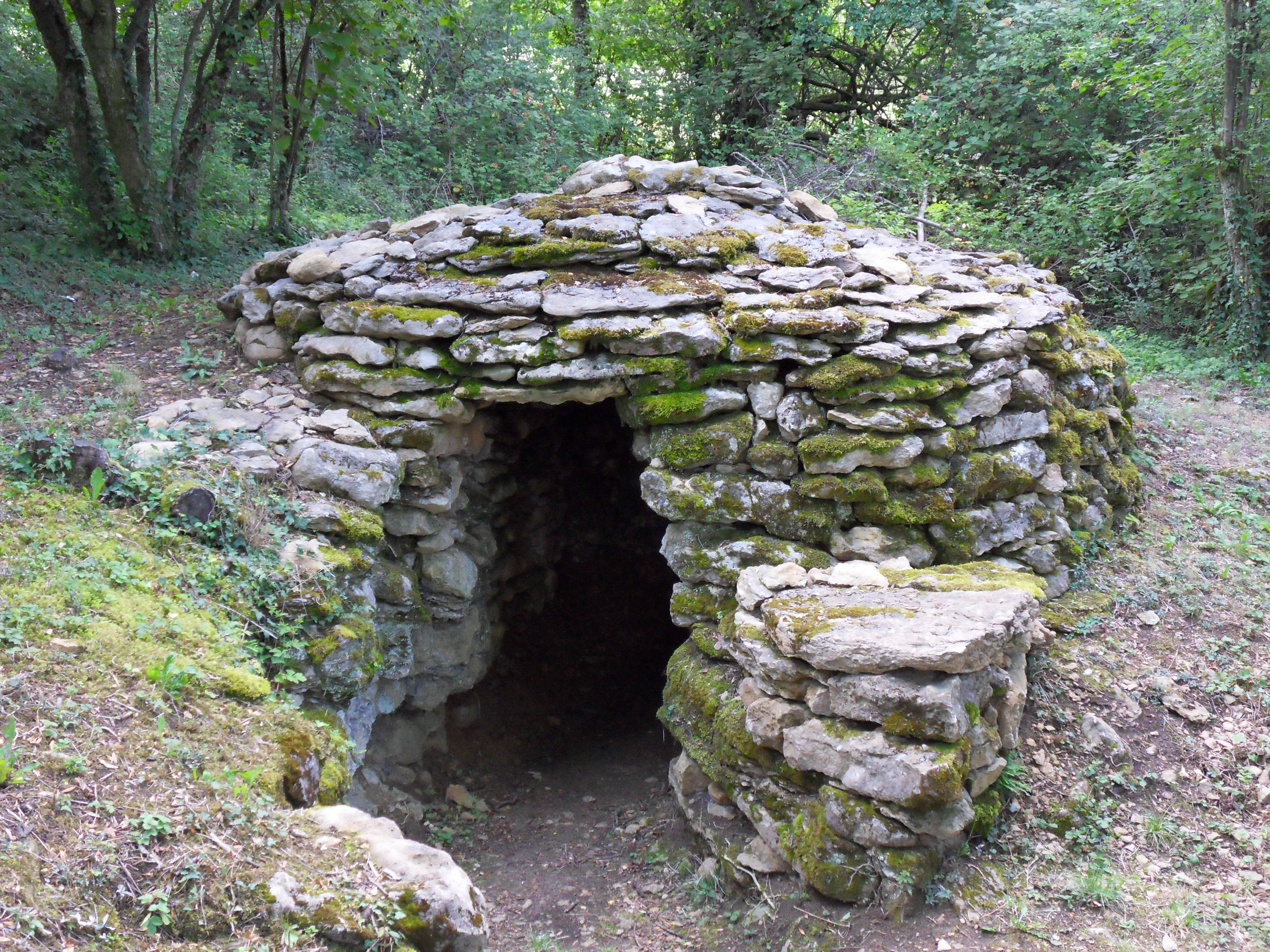
Une cabana de pedra à Saint-Didier-au-Mont-d'Or
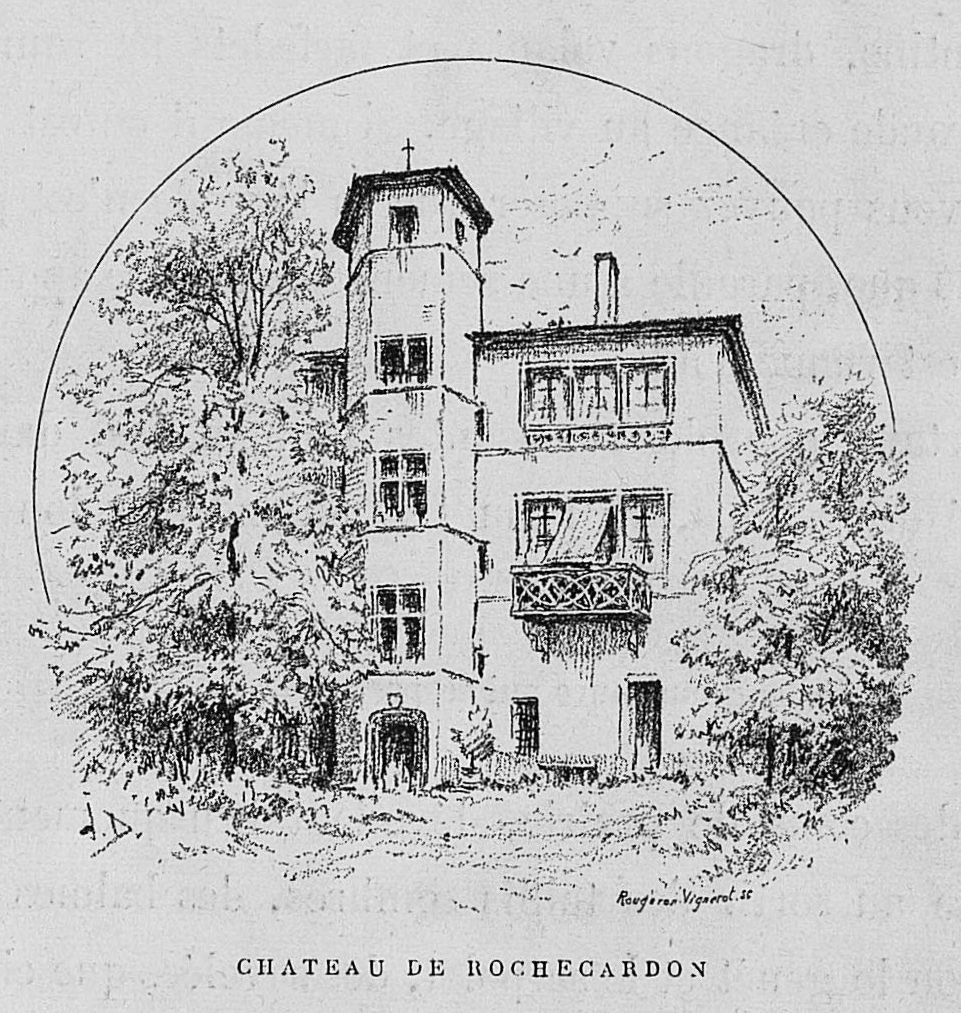
El château de Rochecardon dibuixat per Joannès Drevet.

Per la rodalia hi ha un lloc anomenat «les Essarts», on es poden descobrir cabanes del s. XIX construïdes amb pedra seca.
A l'oest de la ciutat, la Vall de Rochecardon és una de les últimes zones verdes prop de Lió i on es troba el Château de Rochecardon.

## Manifestacions culturals i festivitats
- La moda a Saint-Didier: per voltant de Sant Didier (23 de maig), Place Louis Pradel.
- Les nits de Saint-Didier: al juny, 3 dies d'humor, varietat i musicals.
- Festa de Saint-Fortunat: bàsicament tots els primers dies de setembre, per Sant Fortunat (abans que comenci l'escola).
- Fòrum d'Associacions: un dissabte a principis de setembre es reuneixen les principals associacions de la Comuna.
- Mercat de roba de primavera i de tardor: organitzat per l'Associació de Famílies a la sala de festes.
- Fira del Vi: primer cap de setmana del desembre.

## Fills i filles de la ciutat
- Laurent Bonnevay (1870-1957), antic Diputat del Rhône, està enterrat al cementiri de la ciutat.
- Jean Panzani (1911-2003), fundador de la marca de pastes Panzani.

## Ciutats agermanades
- Campagnano di Roma, (2012)  Itàlia[12]